# 售糧儲蓄存單
售糧儲蓄存單是中華人民共和國的一種準貨幣，存在期限很短。仅在1953年和1954年的秋季举办过两期，每期开办的服务时间为两个月，能使用的對象只限农村售粮户。面额分1万元、3万元、5万元、10万元，月息从1分到1分5厘。
先后有两种称谓，分别是“农村优待储蓄存单”和“优待售粮储蓄存单”，虽然称谓略有差异，但功能完全一样。

## 存在理由
中華人民共和國成立後實施对粮食统购统销政策，农民在售粮期间，政府部门对农民支付售粮款实行两种办法：一是由粮食部门办理“一次卖粮分期付款”，二是由供销社办理“存实业务”。兩種方法都不理想，物價不穩。
为了改变这种問題中国人民银行联合粮食供销部门发出通知，停办上述两种售粮业务，从1953年11月在农村开始实行第一期“优待售粮储蓄”的业务。1954年秋开办第二期农村优待储蓄，農民繳糧後拿到近似貨幣和國債券的售糧儲蓄存單，到期後換得錢和利息，但是效果依然不理想，1955年春停办。